# Шестаков, Михаил Геннадьевич
Михаил Геннадьевич Шестаков (26 февраля 1958) — советский и российский футболист, нападающий. Мастер спорта СССР.

## Биография
Воспитанник СК «Металлург» (Лысьва). Первый тренер — Г. А. Мельчаков. Состоял в ВЛКСМ.
Выступал за «Уралец» Нижний Тагил (1980—1981), «Звезду» Пермь (1982—1993), «Амкар» Пермь (1995). В 1993—1994 годах играл в третьем дивизионе Болгарии за «Компакт» (Димитровград).
С 2011 года работает в структуре «Амкара». Вначале был селекционером, затем тренером в СДЮШОР.
В настоящее время[уточнить] — тренер Центра подготовки молодых футболистов ФК «Амкар» и команды «Амкар-юниор».